# Gustavo de Greiff
Gustavo José Joaquín de Greiff Restrepo, né le 20 juin 1929 à Bogota et mort le 19 juillet 2018 dans la même ville, est un avocat, éducateur et militant colombien, qui a exercé comme procureur général de Colombie durant la présidence de César Gaviria et plus tard comme ambassadeur au Mexique durant la présidence d’Ernesto Samper. Il fut un critique virulent de la guerre contre la drogue menée par les États-Unis en Colombie, et un défenseur des politiques de libéralisation des drogues.

## Biographie
De Greiff est né à Bogotá, le 20 juin 1929, de Gustavo de Greiff Obregón et Cecilia Restrepo Piñeres. De Greiff était d’ascendance suédoise par son père, dont le grand-père était Karl Sigismund Fromholt von Greiff, un ingénieur et géographe suédois qui s’installa en Colombie en 1825 et dont la famille avait joué un rôle actif dans l’abdication du roi Gustave IV Adolphe de Suède.
Il était marié à Inés Lindo Koppel, et ils eurent ensemble cinq enfants : Mónica, également avocate et ancienne ministre de la Justice ; Natalia, ingénieure et ex-directrice générale d’IBM en Colombie ; Gustavo, fondateur de *Knee Voice* ; Pablo, professeur à la NYU ; et Verónica, mariée à Ajay K Wakhloo, chef du service de radiologie neuro-interventionnelle.
Avocat diplômé de l’Université du Rosaire, de Greiff retourna dans son alma mater, où il enseigna comme professeur d’introduction au droit et de droit des assurances à la faculté de droit, devenant ensuite vice-recteur sous la direction du recteur Roberto Arias Pérez, puis le remplaçant comme 115ᵉ recteur de l’université le 24 octobre 1990, jusqu’au 1ᵉʳ avril 1991.
En plus de son passage à l’université del Rosario, de Greiff fut professeur de droit civil à l’Université nationale de Colombie, et professeur à la faculté de sciences politiques de l’Université nationale autonome du Mexique, tout en intervenant comme conférencier dans divers événements dans d’autres centres d’enseignement.

## Procureur général
En 1992, dans le cadre des changements de gouvernement qui suivirent la ratification de la Constitution colombienne de 1991, de Greiff fut choisi pour le poste de procureur général de la toute nouvelle institution du Bureau du procureur général de Colombie, faisant de lui le plus haut procureur de la nation. De Greiff fut sélectionné par la Cour suprême de Colombie parmi le ternaire présenté par le président César Gaviria Trujillo, qui incluait également Hugo Escobar Sierra et Guillermo Salah Zuleta (son ancien vice-recteur et successeur à l’université del Rosario).
Lorsque de Greiff a commencé comme procureur général, il a été confronté au défi monumental de déterminer l’orientation du bureau du procureur général, et il a été chargé de réparer la réputation de la Colombie en tant que refuge sûr pour les criminels et les baron de la drogue, et de faire face aux divers inconvénients tactiques d’une nouvelle agence, comme le fait de fonctionner depuis un hôtel du centre de Bogotá puisqu’il n’y avait pas de bâtiment pour le bureau du procureur général à l’époque. De Greiff, dès le départ, a pris très au sérieux le rôle du procureur général comme entité autonome au sein du gouvernement, ce qui a aliéné des membres de l’exécutif, irrité les législateurs et poussé le pouvoir judiciaire à agir, tout en augmentant son image publique et sa notoriété mais en même temps en irritant des puissances étrangères.

### Escobar et les cartels de la drogue
Le premier défi pour de Greiff est survenu avant même qu’il n’assume sa nouvelle fonction et concernait les conditions d’incarcération de Pablo Escobar, un baron de la drogue notoire et chef du Cartel de Medellín  qui venait de se rendre volontairement aux autorités, mais qui, comme les médias l’avaient montré, vivait une vie de luxe dans sa propre prison personnelle La Catedral, où il continuait de diriger le cartel. De Greiff voulait transférer Escobar hors de La Catedral vers une prison plus sûre où les autorités pouvaient « voir, observer, informer et prévenir des actes irréguliers tels que des meurtres et autres règlements de comptes qui se produisaient dans la prison ». Escobar, cependant, réussit à s’échapper pendant ce transfert organisé, ce qui lança une chasse à l’homme massive contre lui, aidée par les États-Unis et le Royaume-Uni. Ses déclarations franches contre Escobar — quelqu’un que la plupart des politiciens et journalistes craignaient — le popularisèrent néanmoins et le propulsèrent sur le devant de la scène médiatique comme un procureur courageux qui prenait position contre le crime et suivait le due process de la loi, une voie qui allait, involontairement, en faire l’homme le plus menacé de Colombie. Ayant obtenu suffisamment de soutien public, de Greiff se lança dans la révision de dossiers controversés comme celui de 6 hommes innocents emprisonnés en lien avec l’assassinat de Luis Carlos Galán et ceux impliqués dans le scandale Escobar.
Le bureau du procureur général était principalement chargé de l’enquête sur l’évasion d’Escobar et sa future capture, en facilitant des indices et en aidant à son arrestation, mais de Greiff était sous pression de la part de gouvernements étrangers qui craignaient que son bureau accorde à Escobar un accord de reddition qui ne le punirait pas de manière adéquate. Tout cela prit fin le 2 décembre 1993, lorsqu’Escobar fut abattu après avoir tenté de s’échapper lorsque les autorités découvrirent sa cachette.
Après la mort d’Escobar, plusieurs autres criminels appartenant au groupe Los Pepes, qui se cachaient par peur des représailles d’Escobar, acceptèrent de se rendre sous une nouvelle loi initiée par le procureur général. Celle-ci visait à retirer les narcotrafiquants de la rue en leur permettant de se rendre pour obtenir des peines réduites s’ils confessaient leurs crimes et restituaient leurs biens mal acquis, avec des réductions supplémentaires s’ils témoignaient contre d’autres criminels. De Greiff fut sévèrement critiqué pour ce programme par des responsables américains et colombiens de l’application de la loi qui l’accusèrent d’accorder une amnistie aux criminels.
Dans un autre incident controversé, de Greiff fut critiqué après avoir tenu une réunion privée avec trois suspects de trafic de drogue. Ceux-ci l’avaient contacté dans l’espoir de négocier un accord de clémence s’ils se rendaient aux autorités. Le problème, cependant, était que les suspects n’avaient aucun mandat d'arrestation en Colombie ni aux États-Unis, et après avoir informé les deux autorités de leur présence dans son bureau, il ne put obtenir de charges pour les arrêter.
De Greiff répondit durement à ses détracteurs ; en réponse à une lettre du ministère de la Justice, de Greiff déclara : « Je suis assez âgé pour ne pas avoir besoin que le ministre de la Justice me protège d’une supercherie. »

### Position sur les drogues
En novembre 1993, de Greiff participa à la Conférence internationale sur la réforme de la politique en matière de drogues à Baltimore, Maryland, pour discuter des questions liées à la politique en matière de drogues. De Greiff devint le centre de l’attention et la cible d’une réponse très dure et organisée des gouvernements américain et colombien après avoir déclaré que lutter contre le narcotrafic était une cause perdue et que la légalisation des drogues réduirait la demande du Marché noir, faisant valoir que la consommation de drogue aux États-Unis alimentait la production de drogue en Colombie, qui nourrissait la violence.

« Un kilo de cocaïne coûte 50 $ dans les pays de trafic et est vendu dans les pays consommateurs pour 5 000 à 10 000 $, et donc il y aura toujours quelqu’un prêt à courir le risque de ce commerce illégitime. »

— Gustavo de Greiff, 
Les commentaires de de Greiff suscitèrent une condamnation rapide du président de la Colombie, César Gaviria Trujillo, qui réprimanda de Greiff dans une lettre publiée dans la presse, et déclara : « La légalisation n’est pas la solution, … notre politique contre le narcotrafic basée sur l’interdiction, le renforcement de la justice, l’échange d’informations et la coopération juridique internationale, restera inchangée. »
Aux États-Unis, les déclarations de De Greiff n’ont fait qu’alimenter une opposition déjà existante contre le procureur général de Colombie et elles furent utilisées comme preuve des relations compromises de De Greiff avec les barons de la drogue. Devant le Commission des affaires étrangères du Sénat des États-Unis, sous-comité sur le terrorisme, Jo Ann Harris, procureur général adjoint des États-Unis pour la Criminal Division, qualifia le comportement de De Greiff de « très préoccupant » et déclara qu’il avait « compromis » le programme de partage de preuves des États-Unis avec ce pays. Le sénateur John Kerry, alors président du sous-comité, aggrava la situation en déclarant directement qu’il était « profondément troublé » par les actions de De Greiff. Cela conduisit le Département d'État en mars de cette année-là à suspendre un programme de partage de preuves avec le bureau du procureur général, citant que ses actions laissaient entendre une volonté de s’accommoder des trafiquants de drogue.
De Greiff se défendit en qualifiant les déclarations de César Gaviria de tentatives désespérées pour apaiser l’ire des États-Unis et en traitant le sénateur Kerry de menteur, insinuant que ses commentaires ne servaient qu’à saper la loi et l’autonomie de la Colombie. De Greiff accusa le gouvernement américain de mener « une campagne d’insinuations et de faits falsifiés » contre lui, et accusa son homologue américaine Janet Reno d’agir pour défendre sa guerre contre la drogue ratée,. De Greiff précisa ensuite qu’il n’avait jamais eu l’intention de plaider pour la légalisation de la drogue, mais plutôt de critiquer l’accent excessif mis sur la lutte contre le trafic au détriment de la lutte contre la consommation, ce qui générait un double marché pour les trafiquants.
De Greiff reçut le *Richard J. Dennis Drugpeace Award for Outstanding Achievement in the Field of Drug Policy Reform* pour avoir incarné une opposition loyale à l’extrémisme de la guerre contre la drogue.

### Problèmes avec les États-Unis
De Greiff fut à un moment donné le partenaire le plus dur et le plus important que les États-Unis aient eu dans leur guerre contre la drogue, mais il tomba en disgrâce auprès de l’Administration Clinton en novembre 1993 lorsqu’il se prononça en faveur de la légalisation de l’usage des drogues. L’administration Clinton s’opposa également aux tentatives de De Greiff de négocier avec des barons de la drogue et des membres de la guérilla leur reddition en échange de peines réduites, ce que le Département de la Justice des États-Unis qualifia d’« outrageant ». Frustré, De Greiff qualifia à son tour le refus de l’Administration Clinton d’étudier la légalisation des drogues de « politique non pas de l’autruche, mais une politique maccarthyste, staliniste, fasciste », et lorsqu’il fut confronté par le sénateur Roberto Gerlein Echeverría sur la raison pour laquelle il s’était rendu aux États-Unis pour parler de légalisation de la drogue, il répondit : « Vous avez raison, Docteur Gerlein, lorsque vous dites que mon erreur fut de parler aux États-Unis de légalisation, mais je souffre d’une maladie rare de la colonne vertébrale qui m’empêche de me courber devant les puissants ». Cela entraîna la résiliation de l’accord de partage de preuves entre les deux nations. Pour les États-Unis, c’était la conséquence directe de la désapprobation du gouvernement américain des actions de De Greiff ; cela força le gouvernement colombien à prendre la défense de De Greiff malgré leurs désaccords personnels avec le procureur général, en déclarant : « le gouvernement ne partage aucun point de vue, mettant en question la sincérité et la fermeté du procureur général dans sa lutte contre le narcotrafic ». Les États-Unis et la Colombie se retrouvèrent dans une querelle diplomatique à propos de De Greiff, le Département d'État des États-Unis et le ministère des Affaires étrangères de Colombie échangeant des lettres, les États-Unis jugeant l’ingérence de De Greiff dans l’affaire Dandeny Muñoz Mosquera inappropriée, tandis que la Colombie accusait le sénateur John Kerry d’utiliser sa tribune sénatoriale pour nuire à l’image de la Colombie et déformer les propos de De Greiff,. En 1995, en vertu d’une disposition interdisant l’entrée aux États-Unis à toute personne soupçonnée d’avoir aidé des trafiquants de drogue, les États-Unis révoquèrent le visa de De Greiff, l’empêchant ainsi d’entrer dans le pays après l’avoir accusé d’avoir des liens avec le cartel de Cali, accusations qu’il nia.

### Problèmes avec l’Église
De Greiff a provoqué certains responsables colombiens de l’Église catholique lorsqu’il a directement accusé les Monseigneurs Leonardo Gómez Serna, évêque du diocèse de Socorro y San Gil, Nel Hedye Beltrán Santamaria, évêque du diocèse de Sincelejo, Darío Castrillón Hoyos, archevêque de l’archidiocèse de Bucaramanga, Luis Madrid Merlano, évêque du diocèse de Tibú, et Oscar Angel Bernal, évêque du diocèse de Girardota de liens directs avec les FARC. Les accusations provenaient d’une réunion privée que Mgr Gómez Serna avait eue avec le 23e Front des FARC, au cours de laquelle il avait révélé que les paramilitaires et non les FARC étaient responsables des récentes attaques dans la Vélez du Santander ; de Greiff a interprété cette réunion comme une prise de position en faveur des groupes terroristes et a accusé les évêques d’être des relais des FARC et a critiqué l’Église pour avoir ignoré la loi colombienne qui stipule que personne ne doit être en communication avec la guérilla, qu’il s’agisse du Président ou des prélats. Les accusations ont entraîné une condamnation rapide de la Conférence épiscopale de Colombie, dont le président, Mgr Pedro Rubiano Sáenz, a défendu les évêques et a promis que l’Église en Colombie continuerait son ministère auprès de tous les Colombiens baptisés, quel que soit leur métier, en soulignant que ce que faisait de Greiff revenait à ignorer le principe fondamental de la Constitution de Colombie qui garantit la liberté de religion, et qu’en vertu de ce principe, les évêques, prêtres ou autres membres de l’Église peuvent être en communication avec ses membres. Cet incident a pris une ampleur internationale lorsque le Vatican, par la voix de son Nonce en Colombie, Mgr Paolo Romeo, est intervenu en défense de Mgr Gómez Serna et a minimisé les actions du Procureur en les comparant aux persécutions anciennes de l’Église : « en d’autres temps, l’Église a vu ses fidèles traduits en justice et même condamnés à mort », a déclaré le Nonce, ajoutant : « La brebis égarée ne peut pas revenir à son troupeau si on ne va pas la chercher. ».
De Greiff a expliqué que le bureau du procureur général enquêterait pour déterminer si les actions du clergé relevaient de son engagement religieux ou d’un agenda politique. De plus, le Comité national des victimes de la guérilla (espagnol : Comité Nacional de Víctimas de la guerrilla (Vida)) avait déjà déposé une plainte officielle en août 1993 contre Mgr Gómez Serna pour présumés crimes de complicité et d’aide et encouragement à la subversion, tandis que d’autres plaintes avaient été déposées contre d’autres membres du clergé mais classées sans suite. Après de longues délibérations, le 27 mars 1994, de Greiff annonça que son bureau n’était pas compétent pour poursuivre les enquêtes sur les évêques et que les dossiers seraient transférés au tribunal ecclésiastique. Le bureau du procureur général est arrivé à cette décision après concertation avec la chancelière Noemí Sanín, l’inspecteur général Carlos Gustavo Arrieta, le nonce apostolique et des membres de la Conférence épiscopale. Le bureau de l’inspecteur général a conclu que le procureur général ne pouvait pas enquêter sur les évêques en raison du concordat existant avec le Saint-Siège, basé sur l’article 19 de la Loi 20 de 1974, qui stipule que les membres du clergé ne peuvent être jugés que par les tribunaux ecclésiastiques régis par le droit canon, et qu’en vertu de la Convention de Vienne sur le droit des traités, le gouvernement colombien devait respecter le concordat même s’il existait des motifs constitutionnels pour enquêter sur les prélats.
La controverse n’a pas endommagé les relations entre le gouvernement et l’Église à long terme, mais les deux parties ont apporté des ajustements et des changements de politique dans leurs relations réciproques. L’Église en Colombie est même allée jusqu’à défendre de Greiff contre ses critiques en déclarant : « Au moment de vérité, le procureur a voulu se conformer à la législation. Si cela était erroné, ce n’est pas un problème du procureur, il ne l’a pas créée [la législation]. »

### Retraite forcée
Le 20 juin 1994, de Greiff a eu 65 ans. Cet événement habituellement festif a toutefois entraîné une enquête de la Cour suprême de Colombie. Selon la loi colombienne, les membres du pouvoir judiciaire sont soumis à la retraite obligatoire lorsqu’ils atteignent 65 ans. Bien que le procureur général ne fasse pas directement partie du pouvoir judiciaire, beaucoup estimaient que la fonction devait être soumise aux mêmes contraintes que la magistrature. De plus, la Charte fondamentale, qui a créé le bureau du procureur général, exigeait que le procureur général remplisse « les mêmes conditions requises pour être magistrat de la Cour suprême ». Des magistrats des chambres civile et sociale de la Haute Cour estimaient que le procureur général ne devait pas être soumis aux mêmes normes que les hautes juridictions en l’absence de toute loi statutaire sur ce point. Par une décision finale de 12 voix contre 8, la plénière de la Cour suprême a décidé que de Greiff devait prendre sa retraite en raison de son âge. De Greiff a donc pris sa retraite le 17 août et a reçu l’Ordre du Mérite Militaire Antonio Nariño du président Gaviria pour ses services rendus à la nation. Le 4 mai 1995, la Première chambre du Conseil d’État de Colombie a annulé la décision de la Cour plénière par un vote de huit magistrats contre zéro et deux abstentions. Mais cette décision n’a pas changé grand-chose, puisque le président Ernesto Samper avait déjà nommé Alfonso Valdivieso Sarmiento comme nouveau procureur général et désigné de Greiff comme ambassadeur au Mexique. Néanmoins, la décision a créé un précédent et clarifié le rôle du procureur général.
De Greiff était extrêmement populaire en Colombie durant son mandat comme procureur général et considéré comme un héros par beaucoup. Il obtenait des résultats élevés et stables dans les sondages d’opinion, avec des pourcentages d’approbation supérieurs à ceux du Président et d’autres responsables publics.

## Ambassade
Après que de Greiff a pris sa retraite de procureur général, il a reçu un poste diplomatique comme ambassadeur de Colombie auprès des Mexique. Parmi les défis auxquels il a dû faire face durant son mandat d’ambassadeur figuraient des accusations de corruption et de pots-de-vin, l’annulation de son visa de voyage pour les États-Unis, des manifestants qui voulaient qu’il soit déclaré persona non grata au Mexique, et l’assistance lors de la visite présidentielle d’Ernesto Samper au Mexique. De Greiff a été l’un des rares ambassadeurs colombiens à ne pas démissionner après le scandale politique qui a directement lié le président Samper aux cartels de la drogue et aux membres de la guérilla.

## Vie ultérieure et décès
Après avoir quitté la politique, Gustavo de Greiff est retourné à sa pratique privée et a été nommé par Grant Thornton LLP, l’un des plus grands cabinets internationaux de comptabilité et de conseil en gestion, directeur du centre international d’affaires de la firme, dirigeant les efforts de développement commercial de la société en Amérique latine. Bien que de Greiff ne soit pas retourné en politique, il a continué à plaider pour la dépénalisation de l’usage de drogues et à s’exprimer contre la guerre contre la drogue comme conférencier reconnu et membre du conseil consultatif de LEAP.
De Greiff est décédé le 19 juillet 2018, à l’âge de 89 ans.

## Œuvres
- (es) Gustavo De Greiff Restrepo, La contratación mercantil y otros aspectos comerciales, Medellín, Biblioteca Jurídica Diké, 1992 (ISBN 978-958-9276-28-0, OCLC 318349733)
- (es) Gustavo De Greiff Restrepo, El principio del pez gordo : estrategias para combatir la corrupción, Bogotá, Editorial Planeta Colombiana, 1993 (ISBN 978-958-614-401-8, OCLC 318335827)
- (es) Gustavo De Greiff Restrepo et Pablo de Greiff Lindo, Moralidad, legalidad y drogas, Fondo de Cultura Económica, 2000 (ISBN 978-968-16-6185-4, OCLC 277198734, lire en ligne)

## Dans la culture populaire
Il est interprété par l’acteur Fernando Corredor dans le rôle de Gonzalo de Griffin dans la série télévisée de 2013 Tres Caínes (es). Corredor reprend son rôle dans En la boca del lobo dans le rôle de l’avocat De Graudoff,.
Il est interprété par Germán Jaramillo (es) dans la deuxième saison du drame Netflix Narcos.